# Frankmusik
Frankmusik, właściwie Vincent James Turner (ur. 9 października 1985 roku w Croydon) – brytyjski piosenkarz, autor tekstów, producent muzyczny, muzyk i remikser.

## Życiorys

### Wczesne lata
Uczęszczał do szkoły z internatem Christ's Hospital w hrabstwie West Sussex i ukończył roczny kurs w "Central Saint Martins College of Art and Design", a następnie rozpoczął studia w Londyńskiej Szkoły Mody, z której zrezygnował na rzecz muzyki.

### Kariera
Jego debiutancki album studyjny, zatytułowany Complete Me, został wydany 3 sierpnia 2009 roku. Trafił do trzynastego miejsca brytyjskiej listy przebojów. W tym samym roku wydał akustyczny album studyjny, zatytułowany Completely Me, zawierający piosenki z debiutanckiej płyty. Zremiksował wiele utworów artystów, takich jak m.in. Pet Shop Boys, Alphabeat, Mika czy CSS. Nagrał cover przeboju Amy Winehouse „Rehab”.

## Dyskografia

### Albumy
- Complete Me (2009) – #13 UK Top 100 Albums Chart
- Completely Me (2009)
- Do It in the AM (2011)
- Between (2013)
- By Nicole (2014)
- For You (2015)

### Minialbumy (EP)
- Frankisum (2007)
- The SOPA Opera (2012)
- Far+from+Over (2013)
- The Moongazer (2014)
- Day Break (2016)
- SS17 (2017)